# Drosera rotundifolia
La rosòlida (Drosera rotundifolia L., 1753) è una pianta carnivora della famiglia delle Droseracee.

## Descrizione

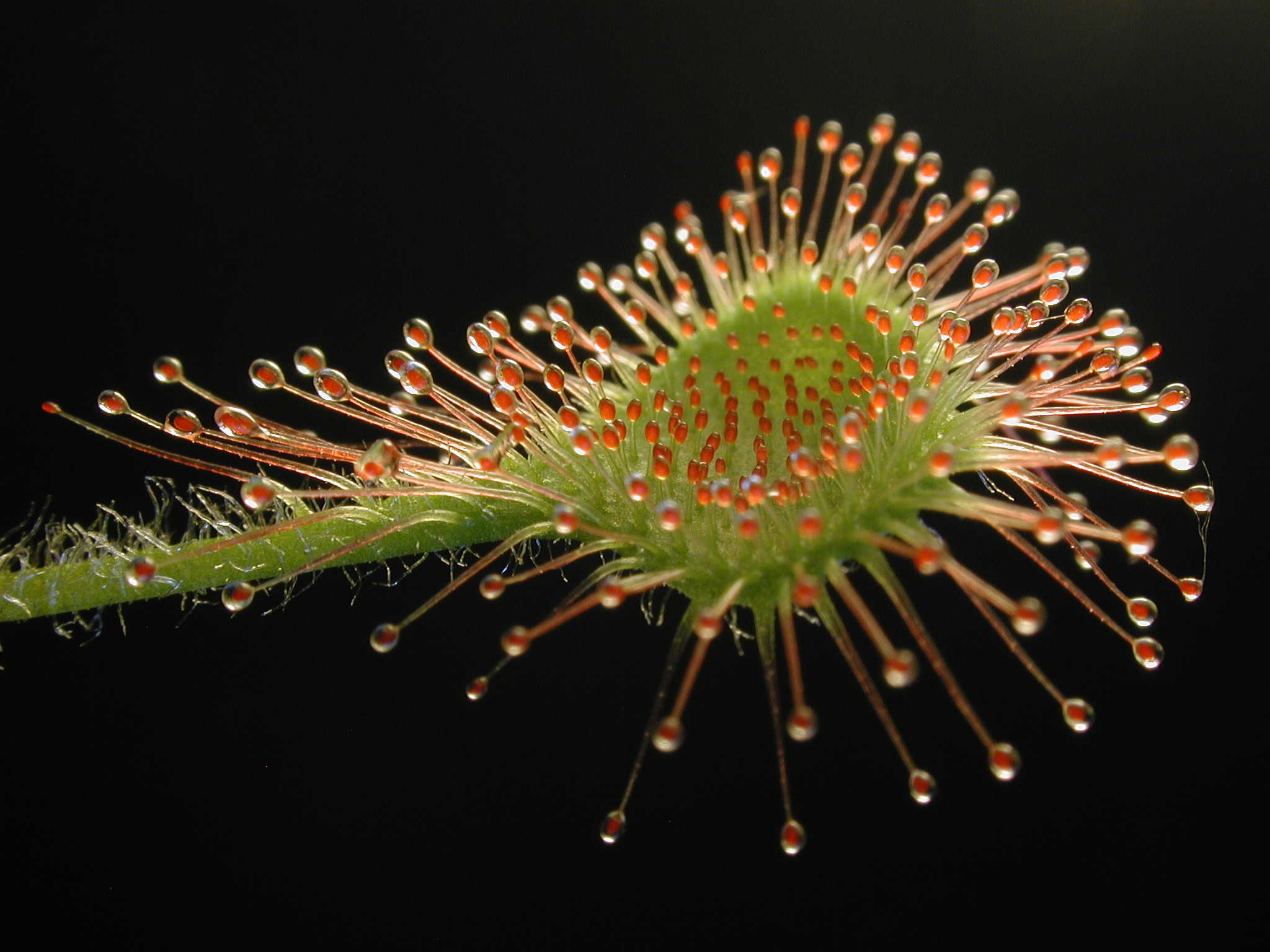
Una foglia di Drosera rotundifolia coltivata.

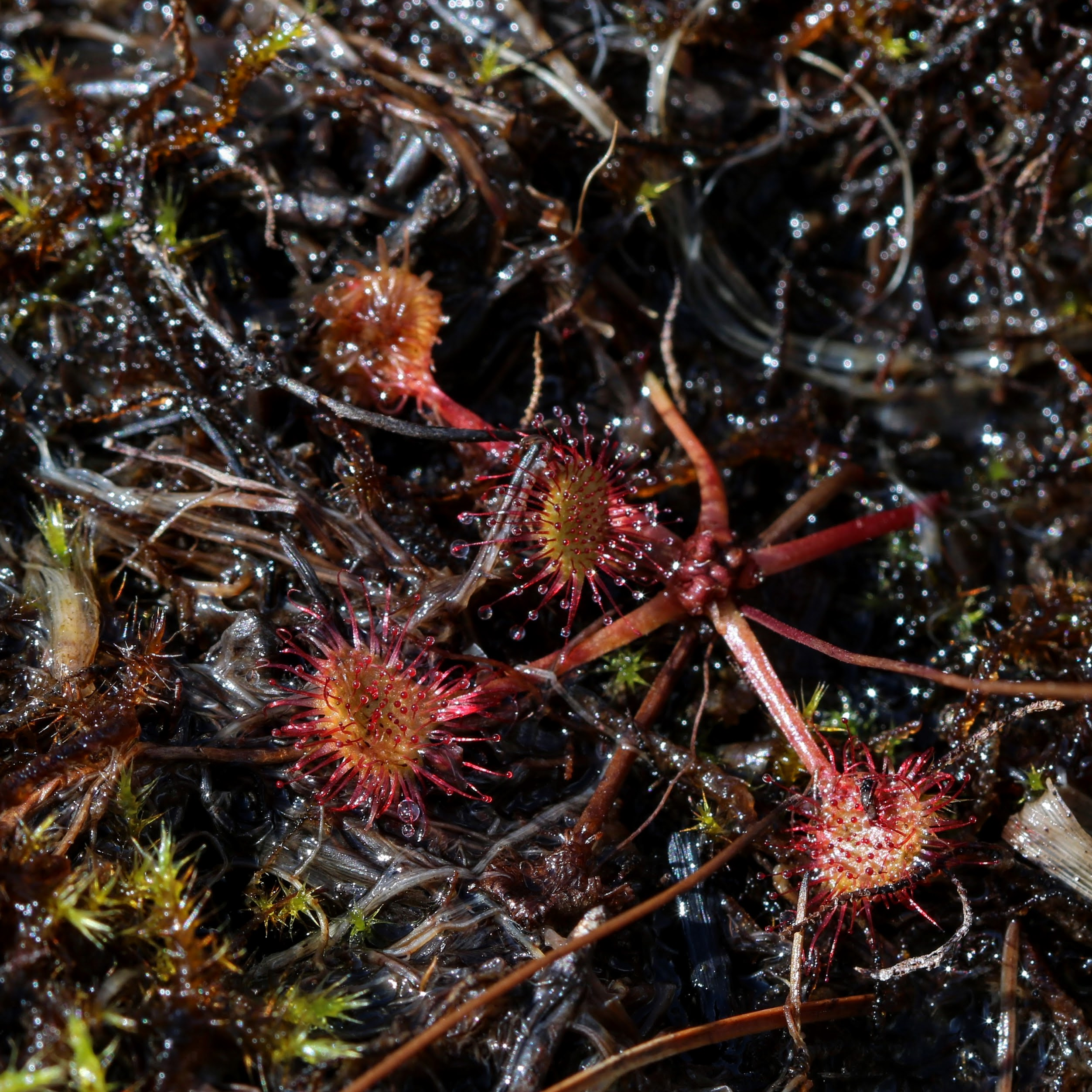
Esemplare selvatico di Drosera rotundifolia del Paluaccio di Oga (Sondrio, Italia) con insetto parzialmente digerito visibile in basso a destra.

È una pianta erbacea alta 10–20 cm, con foglie obovate e con un lungo picciolo, disposte a rosetta basale, dotate di lunghi tentacoli con peli porporini che secernono gocciole di un liquido vischioso, nel quale restano intrappolati piccoli insetti. I tentacoli si ripiegano sulla preda dopo la cattura.
Fiorisce da aprile a settembre con piccoli fiori bianchi.
Drosera rotundifolia var. corsica a differenza della forma tipica produce brattee fogliari "carnivore" lungo lo stelo floreale.
Durante i mesi primaverili ed estivi, la fioritura avviene copiosa con steli floreali lunghi che producono piccoli fiori bianchi.
Durante i mesi invernali, la pianta si chiude in una sorta di ibernacolo per affrontare il periodo di riposo.

## Distribuzione e habitat
Ha una distribuzione limitata all'emisfero settentrionale.

In Nord America si trova in Alaska meridionale, in gran parte del Canada, negli Stati Uniti nord-orientali, lungo la catena dei monti Appalachi e a sud sino alla Georgia e alla Louisiana.
In Asia è segnalata in Siberia, nella penisola della Kamčatka, in Giappone e in Corea del Sud, così come in zone della Turchia e nella regione del Caucaso. Alcune popolazioni sono state rinvenute anche in Nuova Guinea.
Si trova in gran parte dell'Europa, includendo la Gran Bretagna, l'Islanda, la parte settentrionale della Spagna, gran parte della Francia, i paesi del Benelux, la Germania, la Danimarca, la Svizzera, la Polonia, la Romania, i paesi baltici (Estonia, Lettonia e Lituania) la Svezia, la Finlandia, la Norvegia e Groenlandia. È poco frequente in Austria e Ungheria.
In Italia un tempo era molto comune, oggi è rarissima ed è possibile incontrarla saltuariamente lungo l'arco alpino e prealpino. Il limite meridionale della sua distribuzione è in Toscana, all'interno del Parco naturale di Migliarino, San Rossore, Massaciuccoli.

Drosera rotundifolia var. corsica, descritta originariamente in Corsica nel lago di Creno, è presente in Toscana nella sfagneta di Buti, nelle sfagnete del Lago di Massaciuccoli, nel lago di Sibolla, nelle sfagnete di San Lorenzo a Vaccoli presso Lucca, e in stazioni puntiformi sulle Cerbaie.
Predilige i luoghi umidi e paludosi, le torbiere e i pascoli umidi alpini con substrato acido, ad altitudini da 300 fino ai 2000 m sulle Alpi.

## Proprietà fitoterapiche
La Drosera rotundifolia è utilizzata abitualmente in fitoterapia per le proprietà espettoranti, come calmante della tosse, nel trattamento di bronchiti croniche e nell'asma.

Contiene notevoli quantità di polisaccaridi, polifenoli tra cui: iperosside, quercitina e isoquercitina più vari metaboliti secondari. 
Le foglie di Drosera venivano raccolte per preparare varie preparazioni medicinali utili nella tosse importante (tosse convulsa) e per varie malattie respiratorie, grazie anche alla presenza di flavonoidi e derivati dell'acido ellagico. Inoltre, sono studiate le attività antimicrobiche degli estratti di parti aeree contro vari tipi batterici. La Drosera produce vari metaboliti secondari tra cui il più abbondanti, tra questi composti, sono i naftochinoni. L'interesse per i naftochinoni nasce dal fatto che essi mostrano interessanti proprietà fungicide e antibatteriche.

Le analisi chimiche di estratti di Drosera hanno mostrato che essi possiedono proprietà antinfiammatorie, questo effetto può essere attribuito alla presenza di naftoquinone e/o di flavonoidi. Mentre l'acido ellagico gioca un ruolo importante nell'effetto antiangiogenica degli estratti di Drosera.
Le proprietà antinfiammatorie in vitro sono da attribuire anche all'inibizione della produzione di PGs.
La Drosera rotundifolia produce, inoltre, una vasta gamma di enzimi chitinolitici.
Uno studio giapponese del 2009, fatto presso la Università di Tokai (東海大学?), documenta come la Drosera sia in grado di sopprimere la risposta infiammatoria sulle membrane dei mastociti e dei linfociti T in risposta all'ATC-m.
In una ricerca su animale condotta nel 2004 presso l'Università di Vienna, è stata scoperta la proprietà antibroncospastica della Drosera per un'azione mediata sui recettori muscarinici di tipo 3 (M3), questo effetto sembra imputabile alla presenza dell'acido ellagico. Questo dato conferma una precedente ricerca tedesca del 2002.